# باب لبه
باب لبه (انگلیسی: Bob Edge؛ 1872 – ۱۹۱۸ (۴۵−۴۶ سال)) بازیکن فوتبال بود.
از باشگاه‌هایی که در آن بازی کرده‌است می‌توان به باشگاه فوتبال ولورهمپتون واندررز اشاره کرد.